# Yihad

Versión yihadista del estandarte negro usada por varias organizaciones islamistas, incluida Al Qaeda

Yihad (AFI: [ʝiˈxað]; en árabe: جِهَاد‎, romanizado: jihād, lit. 'esfuerzo', AFI: [dʒɪˈhɑːd]) es un concepto del islam que representa una obligación religiosa de los musulmanes.  La raíz árabe ج ه د  (J-H-D) aparece 41 veces en el Corán y de modo frecuente en la expresión idiomática الجهاد في سبيل الله (al-jihad fi sabil Allah) «esfuerzo en el camino de Dios». A quienes participan y están comprometidos con la yihad se les conoce como muyahidín, en plural muyahidines. La mayoría entre los académicos suníes solo reconocen como obligación a los cinco pilares del islam, siendo el objetivo del Islam ante todo la adoración de Alá como dios único.
Según la Enciclopedia del islam, yihad se refiere al decreto religioso de guerra, basado en el llamamiento del Corán a dar a conocer la ley de Dios. El orientalista británico-estadounidense Bernard Lewis argumenta que en los hadices y en los manuales clásicos de jurisprudencia islámica, yihad tiene un significado militar en la mayoría de los casos. En su comentario al compendio de hadices Sahih Muslim, titulado al-Minhaj y considerados uno de los mejores en su campo, el erudito medieval musulmán Imam al-Nawawi al definir yihad y sus diferentes categorías dijo: "uno de los deberes colectivos de la comunidad en su conjunto (fard kifaya) es interponer una protesta válida, solucionar los problemas de religión, tener conocimiento de la Ley Divina, ordenar lo que es correcto y prohibir las conductas incorrectas". Una interpretación del concepto de yihad es propuesta por la página web de la BBC acerca de cómo los musulmanes describen los tres tipos de esfuerzo englobados en el concepto de yihad:
- La lucha interna de un creyente para subsistir el resto de su vida en la fe musulmana tanto como sea posible.
- La lucha para construir una buena sociedad musulmana.

En cambio, el erudito musulmán Ibn Jaldún (1332-1406) escribió: "En la comunidad musulmana, la yihad es un deber religioso, debido a la universalidad de la misión (musulmana) y (la obligación) de convertir a todo el mundo al Islam ya sea por persuasión o por la fuerza ... Los demás grupos religiosos no tienen misión universal, y para ellos la yihad no era un deber religioso, excepto solamente para fines de defensa. De este modo sucede que la persona encargada de los asuntos religiosos en (otros grupos religiosos) no se ocupa de ejercer el poder en absoluto".
Por su parte el Consejo para las Relaciones Americano-Islámicas (CAIR), grupo que tiene como base la ciudad de Washington, D. C., sostiene que yihad "no significa guerra santa". Yihad es "un concepto básico y extenso que incluye el esfuerzo por mejorar la calidad de vida en la sociedad, esfuerzo en el campo de batalla en defensa propia, o luchar en contra de la tiranía y la opresión".
El intelectual suizo Tariq Ramadan asevera que "yihad nunca significa "guerra santa" con miras a "imponer" o "propagar" el Islam en todo lugar. De hecho yihad y qitâl (lucha armada) significan exactamente lo opuesto de lo que solemos pensar: en vez de ser los instrumentos que justifican la guerra, son las medidas aplicadas para conseguir la paz por medio de la resistencia a la agresión injusta".
En las sociedades occidentales, el término yihad se traduce con frecuencia por no musulmanes como "guerra santa". Los especialistas de los estudios islámicos suelen señalar que estas palabras no son sinónimas. Diferentes autores musulmanes, en particular, tienden a rechazar este acercamiento, acentuando las connotaciones no militares del término yihad.

## Orígenes
La yihad entendida como combate tiene su origen en los 46 versos que cita el Coran, concretamente en el concepto de «guerra obligatoria» en defensa de la propia comunidad o miljemet mitzvá:
Los comienzos de la yihad pueden ser rastreados a las palabras y acciones de Mahoma y el Corán. Ambos incentivan al uso de la yihad contra los no musulmanes. El Corán, no obstante, nunca utiliza el término yihad para referirse a la pelea y el combate en el nombre de Alá. En cambio, se utiliza el término "qital" para hacer referencia a "luchar". La yihad en el Corán tenía originalmente por objetivo los vecinos de los musulmanes, pero con el tiempo pasó y nuevos enemigos surgieron, actualizándose las afirmaciones coránicas sobre la yihad para referirse a nuevos adversarios. El primer ejemplo documentado de la ley de la yihad fue escrito por ʿAbd al-Rahman al-Awza’i y Muhammad ibn al-Hasan al-Shaybani. Este documento surgió a partir de diferentes debates que habían tenido lugar desde la muerte de Mahoma.
En el islam, a diferencia del cristianismo, el verso de la espada es del grupo de Medina (últimos aleyas), por lo que abole cualquier aleya previo.

Corán 9:5 Cuando hayan transcurrido los meses sagrados, matad a los infieles dondequiera que les encontréis. ¡Capturadles! ¡Sitiadles! ¡Tendedles emboscadas por todas partes! Pero si se arrepienten, hacen la azalá y dan el azaque, entonces ¡dejadles en paz! Alá es indulgente, misericordioso.

## Uso del término
En árabe estándar moderno, yihad es uno de los términos correctos para hacer referencia a una lucha por alguna causa, ya sea violenta o no, ya sea religiosa o laica (no obstante, también se utiliza كفاح kifāḥ). Por ejemplo, la lucha de la Satyagraha por la independencia de la India promovida por Mahatma Gandhi se denomina «yihad» en árabe moderno, así como en muchos otros dialectos del árabe. Esta terminología también se aplica a la lucha por la liberación de la mujer.
El término 'yihad' ha adquirido tantos significados violentos como no violentos. Puede significar simplemente el esfuerzo para vivir una vida moral y virtuosa, difundiendo y defendiendo el islam, así como luchando contra la injusticia y la opresión, entre otras cosas. La importancia de ambas formas de yihad es una cuestión debatida. Una encuesta realizada por Gallup mostró que una «mayoría significativa» de los musulmanes de Indonesia definían el término como «el sacrificio de la propia vida en honor al Islam, a Dios por una justa causa» o como «una lucha contra los oponentes del Islam». En Líbano, Kuwait, Jordania y Marruecos, la mayoría utiliza el término para hacer referencia a un «deber hacia Dios», un «deber divino» o una «obra hacia Dios», sin connotaciones militares o violentas. Otras respuestas hicieron referencia, en orden de preferencia descendente, a:
- «Un compromiso para trabajar duro» y «lograr los objetivos de uno mismo en la vida».
- «Luchas para lograr una noble causa».
- «Promover la paz, la armonía y la cooperación, y asistir a los demás».
- «Vivir los principios del Islam».[23]

### Distinción entre la yihad «mayor» y «menor»
En su obra La Historia de Bagdad, Al-Khatib al-Baghdadi, un académico islámico del siglo XI, hizo referencia a una afirmación del compañero de Mahoma Jabir ibn ʿAbdallah. Esta referencia establece que Jabir dijo: «El Profeta... volvió de una de sus batallas, y entonces nos dijo, «habéis llegado con una excelente llegada, habéis venido desde la Menor Yihad hasta la Yihad Mayor, el esfuerzo de un siervo [de Alá] contra sus deseos [guerra santa]». Esta referencia dio paso a la distinción entre las dos formas de yihad, la «mayor» y la «menor». Algunos estudiosos del Islam discuten la autenticidad de esta referencia y consideran que el significado de la yihad como guerra santa es más importante.
Sin embargo, el mismo sitio (BBC. 3 de agosto de 2009) establece que este hadiz no es fiable. Otras fuentes lo consideran debile, fabricado y no tiene fuente. Por otra parte, este hadiz no aparece en ninguna de las famosas colecciones de hadiz (Sahih al-Bujari, Sahih Muslim, Abu Dawud, Al-Nasa'i, Al-Tirmidhiy Ibn Maŷa).
Para el estudioso no musulmán David Cook, opinando sobre la posibilidad de que la yihad violenta no supere a la yihad espiritual:

Al leer la literatura musulmana, tanto contemporánea como clásica, uno puede ver que la evidencia para la primacía de la yihad espiritual es despreciable. Hoy es claro que los no musulmanes, escribiendo en una lengua no occidental (como el árabe, persa o urdu), han reivindicado que la yihad es principalmente no violenta o ha sido superada por la yihad espiritual. Este tipo de afirmaciones son realizadas exclusivamente por académicos occidentales, principalmente aquellos que estudian el sufismo y/o trabajan en el diálogo interreligioso, y por aquellos que hacen apología musulmana e intentan presentar el Islam en su acercamiento más inocuo posible.

De acuerdo con el jurista musulmán Ibn Hajar al-Asqalani, la cita en la que se dice que Mahoma habría dicho que la yihad mayor es la lucha interior está tomada de una fuente no confiable:

La afirmación ampliamente extendida proviene de Ibrahim ibn Ablah de acuerdo con Nisa'i en al-Kuna. Ghazali lo menciona en la Ihya' y al-`Iraqi dice que Bayhaqi lo relató bajo la autoridad de Jabir y dijo: hay debilidad en su línea de transmisión.

### La mejor yihad
Durante la Primavera Árabe, muchas manifestaciones pacíficas en países árabes se enfrentaron a la violencia y al fuego de los disparos de sus gobiernos. Los disparos incentivaron las protestas y alimentaron a los revolucionarios, basados en su fuerte fe en lo que es denominado «la mejor yihad». La mejor yihad fue incentivada por su profeta, Mahoma, diciendo:

Lo mejor de la yihad es la palabra de Justicia frente al gobierno opresivo del Sultán.

En el contexto de la batalla, cuando al utilizar el término yihad se denota enfrentamiento de guerra, Ibn Nuhaas cita el siguiente hadiz para explicar el significado de «mejor yihad»:

Ibn Habbaan narra que, cuando se le preguntó al Mensajero de Alá por la mejor yihad, éste dijo: «La mejor yihad es aquélla en la cual tu
caballo es degollado y tu sangre derramada».
[Al Baqarah 15]

En un hadiz similar al anterior, Ibn Nuhaas cita un hadiz de Musnad Ahmad ibn Hanbal, donde este afirma que el más alto tipo de yihad es «la persona que es asesinada cuando está derramando su última gota de sangre».[Ahmed 4/144]
También se ha informado que Mahoma consideraba que peregrinar era una manera de lograr la mejor yihad para una mujer musulmana.

### Lucha espiritual
El estudioso musulmán Mahmoud Ayoub afirma que «el objetivo de la verdadera jihad es lograr la armonía entre el islam (sumisión), iman (fe) e ihsan (vida estricta y correcta)».
En tiempos modernos, el académico y profesor pakistaní Fazlur Rahman Malik ha utilizado el término para describir la lucha por establecer un «orden moral y social justo», mientras que el presidente Habib Bourguiba de Túnez lo ha utilizado para describir la lucha por el desarrollo económico de su país.

### Guerra (Jihad bil Saif)
En la jurisprudencia islámica clásica, cuyo desarrollo puede fecharse en los primeros siglos tras la muerte del profeta Mahoma, la yihad fue la única forma de guerra permitida bajo la ley islámica, y podía consistir en guerra contra los no creyentes, apóstatas, rebeldes, ladrones de camino y personas que renunciaban a la autoridad del Islam. El principal objetivo de la yihad como guerra no es la conversión de los no musulmanes al islam por la fuerza, sino la expansión y defensa del estado islámico. En siglos posteriores, especialmente en el curso de la colonización de importantes porciones del mundo musulmán, el énfasis fue puesto sobre los aspectos no militares de la yihad. Actualmente, algunos autores musulmanes solo reconocen como legítimas las guerras que tienen por objetivo la defensa territorial así como la defensa de la libertad religiosa.
El que el Corán sancione solo la guerra defensiva o que la ordene contra todos los no musulmanes depende de la interpretación que se dé a pasajes relevantes del mismo. Esto es porque no establece explícitamente los objetivos de la guerra que los musulmanes deben llevar a cabo. Los pasajes concernientes a la yihad animan a promover los luchadores por la causa islámica y no discuten la ética militar.
En los manuales clásicos de jurisprudencia islámica, las reglas asociadas con la confrontación armada están cubiertas en gran longitud. Estas reglas incluyen no asesinar a mujeres, niños y no combatientes, así como no dañar áreas cultivadas o residenciales. Más recientemente, los musulmanes modernos han intentado reinterpretar las fuentes islámicas, acentuando que la yihad es esencialmente un tipo de guerra defensivas dirigida a proteger a los musulmanes y el islam. Aunque algunos estudiosos islámicos han diferido sobre la implementación de la yihad, existe un consenso entre ellos sobre que el concepto de yihad siempre incluye la lucha armada contra la persecución y la opresión.

### Debate
Existe controversia sobre si el uso del término yihad sin mayor explicación hace referencia al combate militar, y sobre si algunas personas han utilizado la confusión sobre la definición del término para sus propios fines.
El historiador de Oriente Medio Bernard Lewis argumenta que «la inmensa mayoría de los teólogos, juristas y tradicionalistas (expertos en el hadiz) clásicos entendieron la obligación de la yihad en un sentido militar». Más allá, Lewis mantiene que para la mayor parte de la historia registrada del Islam, desde la vida del profeta Mahoma en adelante, la palabra yihad ha sido utilizada en un sentido militar.

## Visión de los diferentes grupos musulmanes

### Ahmadiyya
En la Comunidad Ahmadía, el pacifismo es una poderosa corriente, considerándose la yihad como una lucha personal interna que no debe tomarse como una confrontación violenta con objetivos políticos. La violencia es la última opción, que solo debe utilizarse para proteger la religión y la propia vida en situaciones extremas de persecución.

### Suní
La yihad ha sido clasificada tanto como al-jihād al-akbar (la gran yihad), la lucha contra el ego de uno mismo, o al-jihād al-asghar (la yihad menor), el esfuerzo externo, físico, que en ocasiones implica lucha. Este segundo enfoque es similar a la visión chiita de la yihad.
Los juristas musulmanes explicaron que existen cuatro tipos de jihad fi sabilillah (lucha por causa de Dios):
- La yihad del corazón (jihad bil qalb/nafs) está relacionada con el combate contra el diablo y con el intento de escapar de las persuasiones del mal. Este tipo de yihad es vista como la gran yihad (al-jihad al-akbar).
- La yihad de la lengua (jihad bil lisan) está relacionada con pronunciar la verdad y extender la palabra del Islam con una única lengua.
- La yihad de la mano (jihad bil yad) hace referencia a escoger lo que es correcto y combatir la injusticia y lo que está en la dirección equivocada con acciones.
- La yihad de la espada (jihad bil saif) hace referencia a qital fi sabilillah (la lucha armada en el camino de Dios, o guerra santa), el uso más común entre los musulmanes salafistas y escisiones de los Hermanos Musulmanes.

### Sufismo
La visión del sufismo clasifica la "yihad" en dos variantes: la "Más Grande Yihad" y la "Menor Yihad". Mahoma puso el énfasis en la "gran yihad" al decir que "santo es el guerrero que es en guerra consigo mismo".[cita requerida] En este sentido, las guerras externas y el golpe físico son vistos como una falsificación satánica de la verdadera "yihad" que solo puede lucharse y ganarse en el interior. No existe otra Salvación que pueda salvar al hombre sin los esfuerzos del propio hombre y el trabajo destinado al refinamiento propio. En este sentido se puede ver la visión occidental de Grial, próximo al ideal sufí. Para los sufís, la Perfección es el Grial, y el Grial es para aquellos que tras haberse vuelto perfectos dando todo lo que tenían a los pobres entonces pasan a convertirse en "Abdal" o "aquellos que han cambiado", como Enoch, quien fue "tomado" por Dios porque "caminó con Dios", (Génesis:5:24), donde los "que son Sagrados" obtienen el sobrenombre de "Hadrat" o "La Presencia".

## Historia

Tiempos de los califas
Expansión bajo Mahoma, 622–632/D.H. 1-11
Expansión durante el Califato Ortodoxo, 632–661/D.H. 11-40
Expansión durante el Califato Omeya, 661–750/A.D. 40-129

### Primeras conquistas musulmanas
Dos años después de la muerte del profeta islámico Mahoma en el año 632, los musulmanes bajo el liderazgo del califa Umar comenzaron diferentes campañas militares contra el Imperio Bizantino y el Imperio sasánida. En la Batalla de Yarmuk, en 636, los musulmanes derrotaron al ejército bizantino, forzando al imperio a salir de Siria. Los bizantinos se rindieron cerca de El Cairo en 641. La conquista de Alejandría, entonces capital de Egipto, llevó más tiempo. Los musulmanes se enfrentaron a escasa resistencia de los locales, dado que habían sufrido bajo el gobierno bizantino. En la Batalla de al-Qadisiyya, en 637, el ejército persa fue derrotado. En 642 los musulmanes derrotaron a los persas en la Batalla de Nahāvand, abriendo el camino a la conquista musulmana de la zona. En 15 años Irán había sido conquistado. Los musulmanes, posteriormente, avanzaron hacia Asia Central.
En ocasiones llamada "la Gran conquista", el rol del Islam en ella es debatido. Diferentes autores árabes medievales afirmaron que había sido guiada por Dios. Se presentó como ordenada y disciplinada, bajo el mando del califa. Multitud de explicaciones modernas disputan la idea de que la yihad fuera la fuerza motriz de las conquistas. Mantienen que los árabes, en el albor de las conquistas, eran pobres, y que la desertificación en la península arábiga había reducido los recursos locales. Estas explicaciones consideran casusas materiales, en oposición a las religiosas, como la causa fundamental de las conquistas. Algunas explicaciones recientes citan tanto las causas materiales como las religiosas de las conquistas.

### Sociedad de los Hermanos Musulmanes
En 1928, Hassan al-Banna fundó la Sociedad de los Hermanos Musulmanes, una organización estrictamente conservadora y muy secretista basada en Egipto, dedicada a resucitar el imperio musulmán (Califato). De acuerdo a al-Banna, "es la naturaleza del Islam dominar, no ser dominado, imponer su ley sobre todas las naciones y extender su poder al planeta entero". La Hermandad Musulmana, conocida como Hermanos Musulmanes (jamiat al-Ikhwan al-muslimun, literalmente Sociedad de los Hermanos Musulmanes), se opone a las tendencias seculares de los países islámicos y desea el regreso a los preceptos del Corán, rechazando las influencias occidentales. Al Bana surgió a partir del deseo de la extrema derecha musulmana de oponerse a la ideología de la modernización. La Hermandad contempla una interpretación estricta del Corán que glorifica la violencia suicida. Junto a Al Banna, el gran Muftí de Jerusalén, Haj-al Amin Al-Husseini, fue un líder musulmán enormemente influyente en su época. Juntos, crearon un poderoso y popular partido islamista, recogiendo los principios fundamentales del Islam y culpando de los problemas del mundo a los judíos. Al-Banna también dio al grupo el motto que todavía utiliza hoy: "Alá es nuestro objetivo, el Profeta nuestro líder, el Corán nuestra constitución, la yihad nuestro camino y la muerte por Dios nuestro objetivo supremo". El Informe de la Comisión sobre el 11S afirma que los Hermanos influyeron el pensamiento de Osama bin Laden y del Jeque Omar Abdel-Rahman, responsable del ataque de 1993 al World Trade Center.
Un importante aspecto de la ideología de los Hermanos Musulmanes es la aprobación de la yihad, como es el caso de la fatwa emitida en 2004 por el jeque Yusuf al-Qaradawi, convirtiendo en una obligación religiosa de los musulmanes el secuestro y asesinato de ciudadanos estadounidenses en Irak. Esta ideología abogó por yihad árabe e islámica contra los británicos y judíos. Igualmente, los Hermanos Musulmanes sostuvieron una "guerra santa" contra Siria tras la masacre de Hama.
La BBC explica cómo las raíces de la yihad y los orígenes del concepto de yihad de Bin Laden pueden rastrearse hasta ciertas figuras de principios del siglo XX, quienes comenzaron un poderoso movimiento de resurgimiento islámico en respuesta al colonialismo y sus secuelas. al-Banna culpaba a la idea occidental de separación entre religión y política del declive musulmán. En los años 1950, Sayyid Qutb, el miembro más prominente de los Hermanos Musulmanes, tomó los argumentos de al-Banna incluso más allá. Para Qutb, "todos los no musulmanes son infieles, incluso los llamados pueblos del Libro, cristianos y judíos", también predijo un eventual choque de civilizaciones entre el islam y Occidente. "Qutb inspiró toda una generación de islamistas, incluyendo al Ayatolá Jomeini". El mundo musulmán acepta ampliamente esta ideología tras la derrota árabe en la guerra de 1967.
Los Hermanos Musulmanes han estado involucrados en ataques violentos. Además, su propio simbolismo hace alusión a la confrontación violenta. En su bandera hay un cuadrado marrón que encuadra un círculo verde con un perímetro blanco. Dos espadas se entrecruzan dentro del círculo sobre un Corán rojo. La cubierta del Corán dice: "Verdaderamente, este es el Generoso Corán". El texto en árabe sobre la espada se traduce por "estate preparado". Una referencia a un verso coránico que habla de la preparación a la lucha contra los enemigos de Dios. Forma parte de una lista de 17 grupos categorizados como "organización terrorista" por el Gobierno de Rusia, como hasta hace poco en Egipto, donde comenzaron a llevar a cabo ataques terroristas.

## Guerra en las sociedades musulmanas

Los estados yihadistas fulani de África Occidental, hacia 1830.

Las principales dinastías musulmanas de la Imperio otomano (suní) y Persia (chií) establecieron sistemas de autoridad en torno a instituciones tradicionales islámicas. En el Imperio Otomano, el concepto de ghaza fue promulgado como una obligación hermana de la yihad. Se dice que el gobernante otomano Mehmed II habría insistido en la conquista de Constantinopla, hasta entonces bizantina y cristiana, para justificar la ghaza como obligación elemental. Otros gobernantes otomanos posteriores aplicarían la ghaza para justificar campañas militares contra la dinastía persa safávida. Así, ambos imperios rivales establecieron la tradición de que un gobernante solo era considerado como verdaderamente a cargo cuando sus ejércitos habían sido enviados al campo de batalla en el nombre de la fe sagrada, normalmente contra los giaurs o heréticos, lo que solía hacer referencia a cualquier otro. La vocación "misionaria" de las dinastías musulmanas fue suficientemente prestigiosa para ser recogida oficialmente en un título formal: los otomanos (muchos de los cuales llegaron a incluir ghazi como parte de su nombre) Sultán Murad Khan II Khoja-Ghazi, sexto Soberano de la Casa de Osman (1421–1451), literalmente utilizó el título Sultán ul-Muyahidín.[cita requerida]
En África Occidental, los llamados estados yihadistas fulani, fueron creados a partir de toda una serie de yihads lanzadas por la etnia fula. No fueron los únicos en la región en ser establecidos sobre la base de guerras ofensivas lideradas por motivos religiosos islámicos.
Los mandatos inculcados en el Corán (en cinco suras del período posterior a que Mahoma estableciera su poder) para que los musulmanes lucharan contra aquellos que o bien no abrazaban el islam o no pagaban una tasa (yizia) no fueron interpretados como un mandato legal general para que todos los musulmanes hicieran la guerra constantemente a los infieles. Era normalmente aceptado que la orden para lanzar una guerra general solo podía ser dada por el Califa, pero los musulmanes que no reconocían la autoridad espiritual del Califa, como los no sunís o los estados no otomanos, solían buscar en sus propios gobernantes la proclamación de la yihad. En realidad, no se ha producido una guerra universal de los musulmanes contra los no creyentes desde el primer califato. Algunos han proclamado la yihad, reclamando para sí el título de mahdi, como por ejemplo el sudanés Muhammad Ahmad en 1882.

## Yihadismo moderno
A lo largo de la historia ha habido diferentes grupos (de carácter islamista o no) que han realizado llamadas a la yihad, entendida como guerra santa, en el marco de conflictos de tipología muy distinta (no solo contra no musulmanes, a veces también entre los propios musulmanes). Algunos autores, como Bat Ye'or, pionera en el estudio de la situación de los dhimmíes y de la yihad, ven incluso en el genocidio armenio de 1915 la culminación natural de una política de yihad perpetrada por musulmanes, aunque la historiografía generalmente ha encuadrado estos acontecimientos en el contexto de las limpiezas étnicas que han acompañado a lo largo del siglo XX a la creación de varios estados nacionales modernos, como la laica Turquía en este caso, y sin relación directa con la religión. Para Bat Ye'or:

La lógica interna de la yihad no puede tolerar la emancipación religiosa. La guerra permanente, la perversidad del Dar al-Harb [mundo no musulmán] y la inferioridad de los harbi [no musulmanes] conquistados constituyen los tres principios interdependientes e inseparables que fundamentan la expansión y la dominación política de la umma [comunidad musulmana].

Como ya se ha dicho, los defensores de la idea de una guerra de religión o de civilizaciones encuentran eco e inspiración en palabras como las que Osama bin Laden pronunció en un mensaje difundido al mundo entero por Al Jazira el 3 de noviembre de 2001, menos de dos meses después del 11-S, en clara advertencia a las principales autoridades religiosas musulmanas:

Quienes intentan ocultar la verdad evidente de que se trata de una guerra de religión, engañan a la nación [islámica].

Sin embargo, muchos intelectuales, como el historiador marroquí Abdallah Laroui rechazan la identificación entre islam y violencia (o incluso entre islamismo político y violencia) que se hace a partir de discursos como el de Al-Qaeda:

Relacionar la violencia con la ideología del islam político es deshonesto por ambas partes, tanto del lado musulmán como del no musulmán. Conozco la historia lo suficiente para saber que todo movimiento político cae en algún momento en la tentación de recurrir a la violencia. Ha habido a lo largo de la historia terrorismo puritano, terrorismo jacobino, terrorismo nihilista, terrorismo anarquista, terrorismo sionista, terrorismo hinduista y terrorismo confuciano. Podría alargar la lista y señalar que los hombres que hicieron de esto una teoría profundamente elaborada, como Bakunin o Georges Sorel, no pensaron en ningún momento en el islam.